# Ikaho
Ikaho (japonsky 伊香保町, Ikaho-mači) je bývalé město v prefektuře Gunma v Japonsku. V roce 2003 zde žilo 3900 obyvatel, rozloha města činila 22,32 km².
Založeno bylo v roce 1889 spojením vesnic Ikaho, Mizusawa a Junakako. Samotné město Ikaho bylo 20. února 2006 společně s blízkými vesnicemi Komoči a Onogami připojeno k městu Šibukawa.
Od roku 1997 bylo sesterským městem Ikaha město Hilo na Havaji.